# Place to Place
Acchi Kocchi (яп. あっちこっち Атти Котти) — японская манга-ёнкома, созданная мангакой Исики. На основе сюжета манги в 2012 году был выпущен аниме-сериал.
Название переводится с японского как «Там-Сям», «С Места на Место» или «Туда-Сюда», а название школы как «Кошачий мех».

## Сюжет
Основой сюжета являются взаимоотношения между старшими школьниками. Главные герои — Ио Отонаси и Минива Цумики влюблены друг в друга, но никак не решатся признаться в этом. Их друзья пытаются им помочь. Вместе они попадают во множество забавных ситуаций.

## Главные персонажи
Цумики Минива (яп. 御庭 つみき Минива Цумики)
Сэйю: Руми Окубо
Главная героиня, маленькая девочка с фиолетово-голубыми волосами. Влюблена в Ио Отонаси. Очень вспыльчива, иногда может не совладать со своими чувствами. Каждый раз, когда Ио гладит Цумики по голове, всем вокруг кажется, что у неё появляются кошачьи ушки. Обладает "супер" силой.Пример: серия №3.
Ио Отонаси (яп. 音無 伊御 Отонаси Ио)
Сэйю: Нобухико Окамото
Спокойный молодой человек с ровным характером. Носит очки. Дружит с Цумики и кошками.
Маёй Катасэ (яп. 片瀬 真宵 Катасэ Маёй)
Сэйю: Хитоми Набатамэ
Подруга детства Ио. Технический гений, носит белый халат. Очень весёлая, с хорошим чувством юмора, способна любую ситуацию превратить в двусмысленную. Часто дразнит Цумики за это Цумики не редко грозится что-нибудь с ней сделать. Заводила компании.
Химэ Харуно (яп. 春野 姫 Харуно Химэ)

Сэйю: Каори Фукухара
Неуклюжая девочка с невинной внешностью. У неё очень сильно развито чувство воображения. Когда у Химэ трепещет сердце, то ей тяжело остановить кровотечение из носа.
Сакаки Инуи (яп. 戌井 榊 Инуи Сакаки)
Сэйю: Синтаро Асанума
Друг Ио. Вместе с Маёй любит пошутить.

## Аниме
Трансляция аниме-сериала началась в Японии 5 апреля 2012 года. Опенинг «Acchi Kocchi» (あっちでこっちで) был исполнен группой сэйю: Руми Окубо, Нобухико Окамото, Хитоми Набатамэ, Каори Фукухара и Синтаро Асанума. Эндинг «Grasp Me Tightly» (手をギュしてね) исполнила Руми Окубо.